# Путівник по Галактиці для космотуристів
«Путівник по Галактиці для космотуристів» (1979, англ. The Hitchhiker's Guide to the Galaxy) — гумористичний науково-фантастичний роман британського письменника Дугласа Адамса. Перша частина серії «Путівник Галактикою».
6 лютого 2018 року SpaceX запустила на геліоцентричну орбіту Марса Tesla Roadster, на панелі приладів якої було написано цитату із роману: «Не панікуй!».

## Історія
Ідея книги виникла у Адамса в Австрії, під час подорожі автостопом до Стамбулу. Спочатку історія втілилася у вигляді радіопостановки для BBC Radio, прем'єра якої відбулася 8 березня 1978. Після виходу останньої серії радіопостановки Адамс отримав пропозицію від двох видавництв про публікації «Путівника …» як художньої книги. Адамс запросив на роль співавтора Джона Ллойда, який допомагав йому писати сценарій двох останніх серій для радіопостановки. Вони виїхали працювати над книгою до Греції, де зірвали всі терміни здачі рукопису.
У перші три місяці після виходу роману було продано 250 тисяч екземплярів.

## Нагороди
- № 1 в списку бестселерів Sunday Times (1979).
- «Золоте перо» (від видавців у зв'язку з продажем мільйонної копії книги) (1984).
- У списку Уотерстоун Книги / Четвертий канал «100 найбільш великих книг сторіччя», під номером 24 (1996).
- Роман «Автостопом Галактикою» посідає четверте місце в списку «200 найкращих книг за версією BBC» (2003).

## Сюжет
Сюжет роману обертається довкола землянина Артура Дента, Форда Префекта, походженням з маленької планети неподалік Бетельгейзе, його напівдвоюрідного брата Зафод Бібльброкс, землянки Тріції Макміллан (Тріліан), а також депресивного робота Марвіна.
Зав'язка розповіді починається на тому, що вогонський будівельний флот знищує Землю, на якій перебували Артур Дент та Форд Префект. На щастя, в останній момент плем'я Дентразі, рятує обох і вони опиняються на борту корабля вогонів. Незабаром Артур з'ясовує, що його друг зовсім не землянин, як він вважав раніше, а космотурист, який підробляє тим, що збирає відомості про віддалені світи для книжки «Путівник по Галактиці для космотуристів». Вогони швидко помічають присутність на борту двох «зайців» і піддають їх жорстоким тортурам — зачитують їм свої вірші. Попри те, що Артур з Фордом витримують випробування віршами, їх викидають за борт корабля.
Однак за неймовірним збігом обставин їх підбирає корабель «Золоте серце», викрадений Президентом Імперського Галактичного Уряду Зафодом Бібльброксом із землянкою Тріцією Макміллан, яка покинула Землю задовго до її знищення. Разом вони вирушають до планети Магратея, яка, за легендою, у часи розквіту галактичної економіки будувала планети на замовлення, тому була найбагатшою планетою всесвіту.

### Сюжет за розділами
Пролог: коротка історія Землі, подання Путівника для автостопників, історія починається
1. Будинок Артура збираються зруйнувати, щоб побудувати об'їзд. Форд Префект сперечається з містером Проссером і переконує його лягти на землю перед бульдозером замість Артура, а натомість веде Артура в бар.
2. Різні визначення алкоголю. Пангалактичний гризлодер. Артур і Форд йдуть до бару. Форд повідомляє Артуру, що він не з Гілфорда і що скоро кінець світу.
3. Путівник по Галактиці про рушники; Артур намагається зупинити робітників, які зруйнували його будинок. Вогони підривають Землю.
4. Читачеві представлений Зафод Біблброкс. Під час церемонії відкриття «Золотого серця» він кидає в юрбу паралітичну бомбу.
5. Трохи розповідається про Вогонів, а Артур і Форд, як виявилося, потрапили на їхній корабель. Форд вставляє Вавилонську рибку у вухо Артура, щоб він міг розуміти інші мови, і той починає слухати розмови Вогонів по внутрішньому зв'язку.
6. Вогони виявили присутність на кораблі двох автостопників. Путівник розповідає про Вавилонську рибку, а Артур намагається примиритися з тим, що його планета була знищена. Вогони ось-ось прийдуть і схоплять Артура і Форда.
7. Простетний вогон Джельц читає свої вірші Артуру і Форду. Форд сприймає це як тортури. Артур намагається сказати Джельцу, що йому подобається його поезія, але він все одно наказує викинути автостопників у космос. Поки вогон-охоронець веде їх на смерть, Форд намагається переконати того змінити кар'єру і заодно залишити їх в живих, але це не спрацьовує. Артура і Форда викидають в космічний вакуум.
8. Путівник каже, що космос «запаморочливо безмежний», але Артур і Форд були врятовані, попри досконалу неймовірність такої події.
9. Форд і Артур відчувають ряд дуже дивних перетворень і зрештою виявляють, що вони перебувають на космічному кораблі «Золоте серце».
10. Обговорюється двигун на Безмежній неймовірності.
11. Зафод і Трілліан на кораблі. Вони відправляють Марвіна за автостопниками. Марвін знаходить Форда і Артура, і Форд дізнається, що корабель, на якому вони опинилися, викрадений Зафодом.
12. Трілліан повідомляє Зафода, що вони підібрали автостопників саме в тому секторі, з якого Зафод її відвіз. Бортовий комп'ютер, на думку Зафода, меле якусь нісенітницю про вплив телефонних номерів на життя людей.
13. Марвін доставляє Форда і Артура на капітанський місток. Зафод і Форд вже знайомі, а Зафод був хлопцем, який відбив дівчину, з якою Артур познайомився на вечірці. Трілліан — та сама дівчина, вони знову зустрічаються на зорельоті.
14. Всі, окрім Артура, не можуть заснути. Артур прокидається, коли вони знаходять легендарну планету Магратея.
15. Путівник розповідає про Магратею.
16. Форд і Зафод сперечаються, чи існує Магратея насправді. Вони спостерігають за сходом двох сонець, читачеві повідомляється, що герої переживуть атаку, описану в наступному розділі.
17. Запис Автовідповідач на планеті повідомляє, що вони на орбіті Магратеї, і що дві ядерні ракети націлені на зореліт. Комп'ютер вмикає ручне управління, і вони ледь не розбиваються, коли Артур натискає на кнопку неймовірного двигуна.
18. Корабель в порядку, тільки виглядає по-новому; дві боєголовки перетворилися на горщик з петунією і дуже здивованого кашалота. Кашалот радіє життю, поки не розбивається об поверхню планети, а горщик з петунією думає «тільки не знову».
19. Зафод змінив особистість комп'ютера на більш матріархальну, і комп'ютер намагається зупинити їхню висадку на Магратею, але вони все одно йдуть.
20. Герої досліджують Магратею і знаходять кратер, що утворився від падіння кита. У кратері вони знаходять підземний прохід. Вони залишають Артура і Марвіна охороняти його. Решта вирушають досліджувати прохід і обговорюють причини, що спонукали Зафода відправитися в цю подорож. Вони потрапляють в пастку і непритомніють від якогось газу.
21. Артур і Марвін одні в кратері. Зрештою в Артура уривається терпець і він вирішує піти, але наштовхується на якогось старого.
22. Артур зустрічає Слартібартфаста, який веде його всередину планети. Слартібартфаст повідомляє Артуру, що магратейці спали п'ять мільйонів років і тепер почали прокидатися.
23. Люди — не найрозумніші створіння на землі, а тільки треті за розумом. Другими були дельфіни.
24. Артур і Слартібартфаст вирушають до того місця, де магратейці будують планети. Земля сконструйована заново.
25. Обговорюється історія Магратеї і Глибокодумного. Лунквілл і Фук задають Глибокодумному Головне питання. Думатель повідомляє, що для відповіді на питання будуть потрібні 7 500 000 років, Врумфондел і Маджіктайс бояться втратити роботу.
26. Слартібартфаст показує Артуру запис про те, що трапилося на Магратеї через 7,5 мільйонів років.
27. Артур дивиться запис. Щоб почути від Глибокодумному відповідь на Головне питання, зібралися натовпи людей. Лунквол і Фукхг питають, якою є відповідь і чують: «Сорок два».
28. Лунквол і Фукхг засмучені і бояться, що народ вб'є їх за безглузду відповідь. Глибокодумний відповідає, що він створить інший комп'ютер, Землю, для того, щоб знайти Головне питання.
29. Зафод, Трілліан і Форд отямилися в ілюзорному світі, зробленому магратейцями. Зафод розповідає про себе і про те, чому йому потрібна Магратея. Їх ведуть до мишей.
30. Слартібартфаст і Артур обговорюють Землю і Глибокодумного. Артур вирушає до мишей.
31. Обговорюється природа балаканини. Артур зустрічає Форда, Зафода і Трілліан за розкішною трапезою, і бачить двох білих мишок, що вміють розмовляти. Миші хочуть забрати мозок Артура, щоб знайти відповідь на Головне питання. Трілліан й інші намагаються його врятувати.
32. На Магратею напали, герої тікають від мишей, але в них стріляють поліцейські.
33. Стрілянина припиняється і вони вирішують подивитися, що трапилося. Поліцейські мертві, герої відлітають на літаючій машині Слартібартфаста.
34. Герої виявляють причину смерті поліцейських — поліцейський корабель покінчив із собою після того, як Марвін поговорив з ним про світ.
35. Герої знову на «Золотому серці» і вирішують відправитися в ресторан на краю Всесвіту.

## Персонажі
- Артур Філіп Дент (англ. Arthur Dent) — головний герой; живе один в маленькому будиночку на заході Англії. (Поява в розд. 1)
- Містер Проссер (англ. Mr. L. Prosser) — чиновник міської ради. Сорок років, товстий, неохайний. Прямий нащадок Чингісхана. (розд. 1)
- Форд Префект (англ. Ford Prefect) — один з авторів «Путівника для подорожувальників автостопом», застряглий на Землі на 15 років. Родом з маленької планетки десь в околицях Бетельгейзе. Друг Артура. (розд. 1)
- Простетнік вогон Джелц (англ. Prostetnic Vogon Jeltz) — командир корабля, на якому рятуються Артур і Форд, ненавидить автостопників. (розд. 3)
- Зафод Біблброкс (англ. Zaphod Beeblebrox) — двоголовий Президент імперського галактичного уряду, насправді не володіє ніякою владою. Друг Форда Префекта і Тріс (Тріши) Макміллан. (розд. 4)
- Трілліан (англ. Trillian), вона ж Трісія (Тріша) Макміллан (Тріша Макміллан) — знайома Артура, що відлетіли з Зафода Біблброкс незадовго до знищення Землі. Ще одна врятована землянка, крім Артура Дента. (розд. 4)
- Марвін (англ. Marvin) — маніакально-депресивний робот, що працює на космічному кораблі «Золоте серце». (розд. 11.)
- Бортовий комп'ютер виробництва Сіріус Кібернетікс (англ. Sirius Cybernetics Shipboard Computer) — дратівливо привітний комп'ютер на космічному кораблі «Золоте серце». (розд. 12.)
- Слартібартфаст (англ. Slartibartfast) — дизайнер ландшафтів з Магратеї, конструктор планет. Отримав приз за розробку Норвезьких фіордів. (розд. 22.)
- Лунквілл (англ. Lunkwill) — програміст комп'ютера Глибокодумний. (розд. 25.)
- Фук (англ. Fook) — другий програміст комп'ютера Глибокодумний. (розд. 25.)
- Глибокодумний (англ. Deep Thought) — Другий за обчислювальної потужності з коли-небудь створених суперкомп'ютерів. Творець найбільшого суперкомп'ютера — планети Земля. (розд. 25.)
- Маджіктайс (англ. Majikthise) — філософ Круксванського Університету. (розд. 25.)
- Врумфондел (англ. Vroomfondel) — філософ Круксванського Університету. (розд. 25.)
- Лунквол (англ. Loonquawl) — новий програміст комп'ютера Глибокодумний. (розд. 27.)
- Фукхг (англ. Phouchg) — другий новий програміст комп'ютера Глибокодумний. (розд. 27.)

## Екранізація
За мотивами роману у 2005 році було випущено фільм. Події стрічки переважно спираються на першу книгу циклу, але крім того містять посилання на інші книги серії. Картина була номінована на сім різних нагород, але виграла лише одну Golden Trailer Award в номінації найоригінальший трейлер.

## Переклад українською
- Адамс Дуглас. Путівник по Галактиці для космотуристів. Переклад з англійської: Олексій Антомонов. Київ: Журнал «Всесвіт», 1990. № 8 стор. 51-126

- (передрук) Адамс Дуґлас. Путівник по Галактиці для космотуристів. Переклад з англійської: Олексій Антомонов. Тернопіль: НК–Богдан, 2016. 232	с. ISBN 978-966-10-4358-8 (серія "Диван")
- (передрук) Адамс Дуґлас. Путівник по Галактиці для космотуристів. Переклад з англійської: Олексій Антомонов. Тернопіль: НК–Богдан, 2016. 320 с. ISBN 978-966-10-4396-0 (серія "Маєстат слова")